# Rynkeby Foods
Rynkeby Foods A/S är ett danskt livsmedelsföretag som producerar fruktdrycker och juicer till främst de danska och svenska marknaderna, där de har dominant marknadsställning på den danska. De ägs sedan 2016 av den tyska juicetillverkaren Eckes-Granini Group, som är Europas största juicetillverkare.
Företaget grundades 1934 som Rynkeby Mosteri av Inger Rasmussen. 1953 tog Rasmussens dotter Dagmar Andreassen över företaget och ledde det fram till 1988 när bryggeriet Carlsberg köpte det. Fem år senare fusionerades Rynkeby tillsammans med MD Foods Ripella och företaget fick sitt nuvarande namn. 1998 köpte MD Foods Carlsbergs aktieandel på 50% i Rynkeby. 2000 fusionerades MD Foods och svenska mejerikooperativet Arla och blev Arla Foods. Två år senare inledde man ett samarbete med JO Bolaget, som varade till 2008 när Arla och Skånemejerier lade ner JO Bolaget. 2016 meddelade Arla att man hade sålt Rynkeby till Eckes-Granini Group.

## Varumärken som tillverkas av företaget
| Fruktdrycker - Rynkeby shot - Rynkeby Fruit Drink - Sagolika | Juicer - Brämhults Juice - God Morgon - JO Juice - Rynkeby Juice |